# Gata Kamski
Gata Kamski, ang. Gata Kamsky (ur. 2 czerwca 1974 w Nowokuźniecku) – amerykański szachista pochodzenia tatarskiego, arcymistrz. Od 2025 reprezentant Francji.

## Kariera szachowa
Urodził się w Związku Radzieckim, na Syberii, jest Tatarem z pochodzenia. Dwukrotnie wygrał mistrzostwa ZSRR juniorów do 20 lat. w 1989 roku wraz z ojcem Rustamem wyemigrował do Stanów Zjednoczonych. Piętnastoletni Kamski przebojem wdarł się do światowej czołówki. Serię znakomitych występów uwieńczył zwycięstwem (wraz z Wasylem Iwanczukiem) w prestiżowym turnieju w Tilburgu w 1990 roku. Na turnieju międzystrefowym w Manili pomimo posiadania czwartego rankingu (2650) był jedynym zawodnikiem bez tytułu międzynarodowego, jednak za wyniki w innych turniejach otrzymał w 1990 roku tytuł arcymistrza. Przez następne sześć lat był jednym z czterech najsilniejszych szachistów na świecie. Odegrał pierwszoplanową rolę w rozgrywkach o mistrzostwo świata, wygrał turnieje w Las Palmas (1994) i Dos Hermanas (1995).
W 1993 roku eliminacje do mistrzostw świata odbywały się w dwóch równoległych cyklach, pod auspicjami Międzynarodowej Federacji Szachowej FIDE i Stowarzyszenia Zawodowych Szachistów PCA. W obu tych cyklach Kamski awansował do meczów pretendentów. W 1994 roku w ćwierćfinale PCA spotkał się z Władimirem Kramnikiem, którego pokonał 4½–1½. Równie łatwo poradził sobie z Nigelem Shortem w półfinale (5½–1½). W meczu finałowym w 1995 roku uległ jednak Viswanathanowi Anandowi 4½–6½.
Półfinałowe mecze FIDE odbyły się w Indiach. Kamski sprawił niespodziankę, pokonując Ananda 6–4. W finale zwyciężył Walerija Sałowa 5½–1½ i awansował do meczu o mistrzostwo świata z Anatolijem Karpowem. Mecz odbył się w 1996 roku w Eliście na dystansie 18 partii i zakończył przegraną Kamskiego 7½–10½. Po tym meczu dwudziestodwuletni Kamski ogłosił koniec swojej szachowej kariery. Postanowił poświęcić się studiom medycznym. W 1999 roku przystąpił do turnieju o mistrzostwo świata FIDE, rozgrywanego systemem pucharowym. Rozegrał tylko dwie partie z Aleksandrem Chalifmanem i został przez niego wyeliminowany. W roku 2005 powrócił do czynnego uprawiania szachów, w krótkim czasie ponownie awansując do światowej czołówki, m.in. zajmując w tym roku IX miejsce w Pucharze Świata w Chanty-Mansyjsku (dzięki czemu po raz kolejny awansował do grona pretendentów), zaś w 2006 II miejsce w turnieju elity M-Tel Masters w Sofii oraz dzieląc I w turnieju World Open w Filadelfii. W 2007 wystąpił w rozegranych w Eliście meczach pretendentów, ale w II rundzie przegrał z Borysem Gelfandem i nie wywalczył awansu do turnieju o mistrzostwo świata FIDE w Meksyku, natomiast pod koniec tego roku zwyciężył w Pucharze Świata, w finale pokonując Aleksieja Szyrowa. Dzięki temu sukcesowi, w lutym 2009 spotkał się w Sofii z Weselinem Topałowem i rozegrał mecz, którego stawką był awans do meczu o mistrzostwo świata z Viswanathanem Anandem. Pojedynek ten zakończył się jego porażką w stosunku 2½–4½. W 2010 podzielił I m. (wspólnie z Szachrijarem Mammedjarowem i Władimirem Kramnikiem) w turnieju President’s Cup w Baku.
Wielokrotnie startował w finałach indywidualnych mistrzostw Stanów Zjednoczonych, sześciokrotnie zdobywając medale: pięć złotych (1991, 2010, 2011, 2013, 2014) oraz srebrny (2012).
Wielokrotnie reprezentował Stany Zjednoczone w turniejach drużynowych, m.in.:
- sześciokrotnie na olimpiadach szachowych (w latach 1992, 2006, 2008, 2010, 2012, 2014); trzykrotny medalista: wspólnie z drużyną – dwukrotnie brązowy (2006, 2008) oraz indywidualnie – brązowy (2012 – na II szachownicy)[14],
- trzykrotnie na drużynowych mistrzostwach świata (w latach 1993, 2011, 2013); dwukrotny medalista: wspólnie z drużyną – złoty (1993) oraz indywidualnie – brązowy (2011 – na I szachownicy)[15].

W lipcu 1995 Gata Kamski notowany był na 4. miejscu na świecie. Najwyższy ranking w karierze osiągnął 1 lipca 2013, z wynikiem 2763 punktów zajmował wówczas 11. miejsce na światowej liście FIDE, jednocześnie zajmując 2. miejsce (za Hikaru Nakamurą) wśród amerykańskich szachistów.